# Richard Holmes (biografo)
Richard Gordon Heath Holmes (Londra, 5 novembre 1945) è uno scrittore e biografo britannico.

## Biografia
Nato nel 1945 a Londra dall'avvocato Dennis e dalla poetessa e autrice per l'infanzia Pamela, vive a Londra e nel Norfolk con la moglie, la scrittrice Rose Tremain.
Ha studiato alla Downside School a Stratton-on-the-Fosse e ha conseguito un B.A. al Churchill College di Cambridge nel 1967.
Nel 1975 è divenuto membro della Royal Society of Literature, nel 1992 è stato insignito del grado di Ufficiale dell'Ordine dell'Impero Britannico e dal 1997 è fellow della British Academy. 
È principalmente noto per i suoi saggi e le sue biografie sulle figure principali del Romanticismo inglese grazie alle quali ha vinto di numerosi riconoscimenti.

## Opere (parziale)

### Biografie e saggi
- Shelley: The Pursuit (1974)
- Shelley on Love: Selected Writings (1980)
- Coleridge (Past Masters) (1982)
- Mary Wollstonecraft and William Godwin: A Short Residence in Sweden and Memoirs (1987)
- Kipling: Something of Myself con Robert Gavin Hampson (1987)
- Coleridge: Early Visions (1989)
- Dr Johnson and Mr. Savage (1993)
- Coleridge: Darker Reflections (1998)
- L'età della meraviglia (The Age of Wonder: How the Romantic Generation Discovered the Beauty and Terror of Science, 2008), Milano, Garzanti, 2023 traduzione di Lisa Topi ISBN 9791281123021.
- Falling Upwards: How we Took to the Air (2013)

### Autobiografie
- Footsteps: Adventures of a Romantic Biographer (1985)
- Sidetracks: Explorations of a Romantic Biographer (2000)
- This Long Pursuit: Reflections of a Romantic Biographer (2016)

### Raccolte di poesie
- One for Sorrow (1970)

## Adattamenti cinematografici
- The Aeronauts, regia di Tom Harper (2019) ispirato al saggio Falling Upwards: How We Took to the Air

## Premi e riconoscimenti

### Vincitore
Somerset Maugham Award
- 1977 con Shelley: The Pursuit[10]

Whitbread Book Awards
- 1989 nella categoria "Biografia" e "Libro dell'anno" con Coleridge: Early Visions[11]

James Tait Black Memorial Prize
- 1993 nella categoria "Biografia" con Dr Johnson and Mr Savage[12]

Duff Cooper Prize
- 1998 con Coleridge: Darker Reflections[13]

Heinemann Award
- 1998 con Coleridge: Darker Reflections[14]

Royal Society Prizes for Science Books
- 2009 con L'età della meraviglia[15]

National Book Critics Circle Award
- 2009 con L'età della meraviglia[16]

American Book Awards
- 2009 con L'età della meraviglia[17]